# حفظ‌آباد
حفظ‌آباد (هاساوار) روستایی است که در استان اردبیل، شهرستان اردبیل، بخش هیر، دهستان فولادلوی جنوبی قرار دارد.
این روستا در فاصله ۳۲ کیلومتری اردبیل و در جاده اردبیل به خلخال واقع است. روستای زیبای حفظ‌آباد دارای مناظری زیبا، طبیعی و بکر است. اهالی حفظ‌آباد انسان های بافرهنگ و خون‌گرمی هستند و شهدای بزرگی را تقدیم ایران عزیزمان کردند

## جمعیت
بر اساس سرشماری سال ۱۳۹۵ جمعیت این روستا ۱۷۰ نفر با ۵۶ خانواده یا طایفه بوده‌ است. 